# Општина Раусени (Ботошани)
Раусени (рум. Răuseni) општина је у Румунији у округу Ботошани.
Oпштина се налази на надморској висини од 55 m.